# Vladimir Bouslaïev
Pour les articles homonymes, voir Bouslaïev.
Vladimir Savelievitch Bouslaïev (en russe : Владимир Савельевич Буслаев, 19 avril 1937, Leningrad – 14 mars 2012) est un mathématicien et physicien russe .

## Biographie
Vladimir Bouslaïev a reçu son doctorat en 1963 de l'Université d'État de Saint-Pétersbourg sous la direction d'Olga Ladyjenskaïa avec une thèse intitulée Short-Wave Asymptotics of Diffraction Problems in Convex Domains. Il a été professeur à l'Université d'État de Saint-Pétersbourg.
Il a mené des recherches sur des problèmes mathématiques liés à la diffraction et sur l'approximation BKW.

## Prix et distinctions
En 1963, il a reçu le prix de la Société mathématique de Saint-Pétersbourg.
En 1983, il a été conférencier invité au Congrès International des Mathématiciens à Varsovie et a donné une conférence sur la Regularization of many particle scattering. Il a reçu un doctorat honorifique de l'université Paris-XIII-Nord. 
En 2000, il a reçu le prix d'État de la fédération de Russie et il a été un scientifique d'honneur de la fédération de Russie. En 2000, il a donné une conférence plénière (Adiabatic perturbations of linear periodic problems) lors de la réunion annuelle de la Société Mathématique allemande de Dresde
Parmi ses étudiants de doctorat on compte Vladimir Matveïev et Stanislav Merkouriev.

## Sélection de publications
- avec Vladimir Borisovich Matveev: (en) « Wave operators for the Schrödinger equation with a slowly decreasing potential », Teoreticheskaya i Matematicheskaya Fizika, vol. 2, no 3,‎ 1970, p. 367–376 (DOI 10.1007/BF01038047, Bibcode 1970TMP.....2..266B)
- (en) « Semiclassical approximation for equations with periodic coefficients », Russian Mathematical Surveys, vol. 42, no 6,‎ 1987, p. 97–125 (DOI 10.1070/RM1987v042n06ABEH001502, Bibcode 1987RuMaS..42...97B)
- avec Vincenzo Grecchi: (en) « Equivalence of unstable anharmonic oscillators and double wells », Journal of Physics A: Mathematical and General, vol. 26, no 20,‎ 1993, p. 5541 (DOI 10.1088/0305-4470/26/20/035, Bibcode 1993JPhA...26.5541B)
- (en) Vladimir S. Buslaev et Catherine Sulem, « On asymptotic stability of solitary waves for nonlinear Schrödinger equations », Annales de l'Institut Henri Poincaré, vol. 20, no 3,‎ 2003, p. 419–475 (DOI 10.1016/S0294-1449(02)00018-5, MR 1972870).